# Rooh Afza

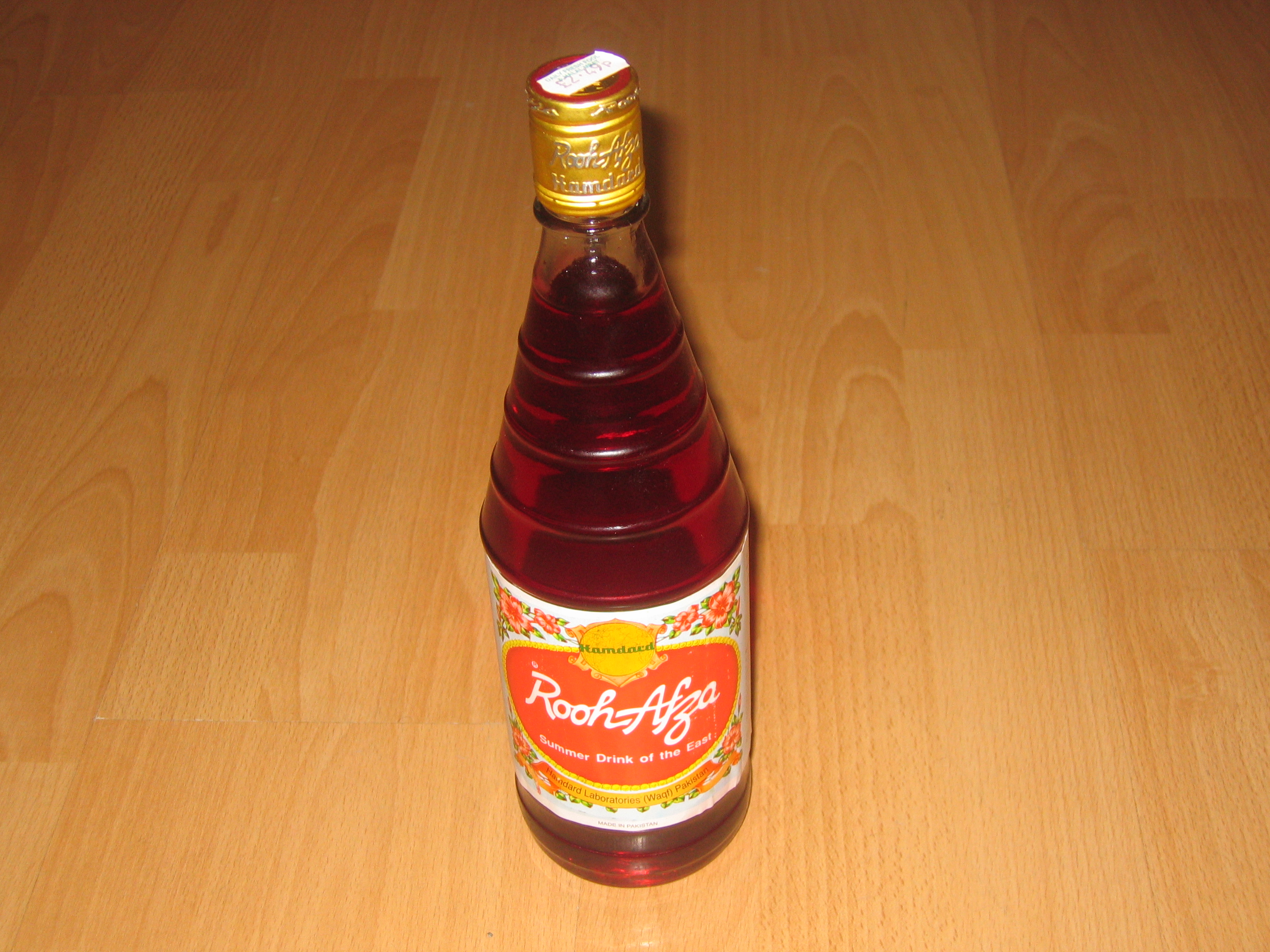
En flaska Rooh Afza.

Rooh Afza (urdu: روح افزا; hindi: रूह अफ़ज़ा; bengali: রূহ আফজা) är en alkoholfri koncentrerad saft. Den skapades av Hakeem Hafiz Abdul Majeed år 1906 i Ghaziabad i Brittiska Indien, och tillverkas av företagen som han och hans söner grundade: Hamdard (Waqf) Laboratories, Pakistan och Hamdard (Wakf) Laboratories, India. Sedan 1948 har företaget tillverkat produkten i Indien, Pakistan och Bangladesh. Andra företag tillverkar också samma ickepatenterade recept i dessa länder. Det specifika Unanireceptet av Rooh Afza kombinerar flera ingredienser som tros ha kylande effekt, som ros, vilken används som kur mot loo (de heta sommarvindarna i norra Indien, Pakistan och Bangladesh). Drycken associeras vanligen med fastemånaden Ramadan, där den oftast konsumeras under iftar. Den säljs kommersiellt som sirap för att smaksätta sharbat, kalla mjölkdrycker, is, och kalla desserter, som den populära falooda. Namnet Rooh Afza  översätts ibland som "Uppfriskande för själen", men den exakta översättningen är inte känd. Det sägs att namnet hittades på av skaparen till drycken, med möjliga kulturella inslag.